# Oryza officinalis
Oryza officinalis là một loài thực vật có hoa trong họ Hòa thảo. Loài này được Wall. ex Watt mô tả khoa học đầu tiên năm 1891.